# Amphitrite grayi
Amphitrite grayi är en ringmaskart som beskrevs av Anders Johan Malmgren 1866. Amphitrite grayi ingår i släktet Amphitrite och familjen Terebellidae. Inga underarter finns listade i Catalogue of Life.